# Aldergrove (Irlande du Nord)
Pour les articles homonymes, voir Aldergrove.
Aldergrove est un village dans le comté d'Antrim en Irlande du Nord.